# Artur Lemba
Artur Lemba (ur. 24 września 1885 w Tallinnie, zm. 21 listopada 1963 tamże) – estoński kompozytor, pianista i pedagog.

## Życiorys
Podstaw gry fortepianowej uczył się u swojego brata Theodora. W 1899 wstąpił do Konserwatorium w Petersburgu, gdzie studiował grę na fortepianie u Carla van Arcka, W. Tołstowa i I. Borowki, kompozycję u Nikołaja Sołowjowa i teorię muzyki u Anatolija Ladowa, Aleksandra Głazunowa i Nikołaja Rimskiego-Korsakowa.
W 1908 ukończył studia, uzyskując złoty medal (fortepian) i srebrny medal (kompozycja). Dodatkowo otrzymał nagrodę Antona Rubinsteina, którą był fortepian Schrödera. Podczas ceremonii rozdania dyplomów Lemba wykonał swój I koncert fortepianowy.
W 1910 A. Lemba wziął udział w Międzynarodowym Konkursie Pianistycznym im. Antona Rubinsteina, gdzie znalazł się wśród ośmiu finalistów, obok m.in. Artura Rubinsteina i Edwina Fischera.

## Kariera
W latach 1908–1920 prowadził zajęcia z fortepianu w Konserwatorium Petersburskim, od 1915 jako profesor. W 1920 wrócił do Estonii i objął stanowisko wykładowcy fortepianu w Konserwatorium w Tallinnie. W latach 1934–1935 i 1941-1944 zarządzał katedrą fortepianu tej uczelni. Wykładał do swojej śmierci w 1963. Wśród jego uczniów byli m.in. Olav Roots, Villem Reimann, Kirill Raudsepp. 
Lemba prowadził działalność solistyczną koncertową, szczególnie aktywną w latach dwudziestych, kiedy to był najbardziej wpływowym i cenionym estońskim pianistą. Koncertował także poza Estonią – w Petersburgu, Rydze, Moskwie, Odessie, Budapeszcie, Helsinkach i Sztokholmie. Grał także w zespołach muzycznych i dyrygował chórami i orkiestrami, a w latach 1922–1939 publikował w gazecie „Vaba Maa” jako krytyk muzyczny.

## Twórczość
Jego twórczość kompozytorska obejmuje utwory orkiestrowe, instrumentalne, wokalne, wokalno-instrumentalne i kameralne. Skomponował 2 symfonie, 3 uwertury, 4 opery, 3 kantaty, muzykę kameralną dla różnych zespołów i 30 utworów chóralnych. Na fortepian skomponował 5 koncertów, 2 sonaty, 2 preludia i ponad 20 etiud. Do najbardziej znanych jego utworów należy I koncert fortepianowy G-dur (1905) oraz Poéme d’amour (1916) na skrzypce i fortepian.